# چیپنهام، کمبریج‌شر
چیپنهام (به انگلیسی: Chippenham) یک روستا و محله مدنی در بریتانیا است که در کمبریج‌شر شرقی واقع شده‌است. چیپنهام ۵۱۷ نفر جمعیت دارد.